# Diezel Amplification
Diezel GmbH ist ein deutsches Unternehmen mit Hauptsitz in Dillingen an der Donau und Fertigung in Bad Steben, die Gitarrenverstärker in Vollröhrentechnik in Handarbeit herstellt und vertreibt. Die Struktur der Firma, die einen Großteil des Umsatzes in den Exportmärkten USA und Japan generiert, ist nach wie vor familiär.

## Geschichte

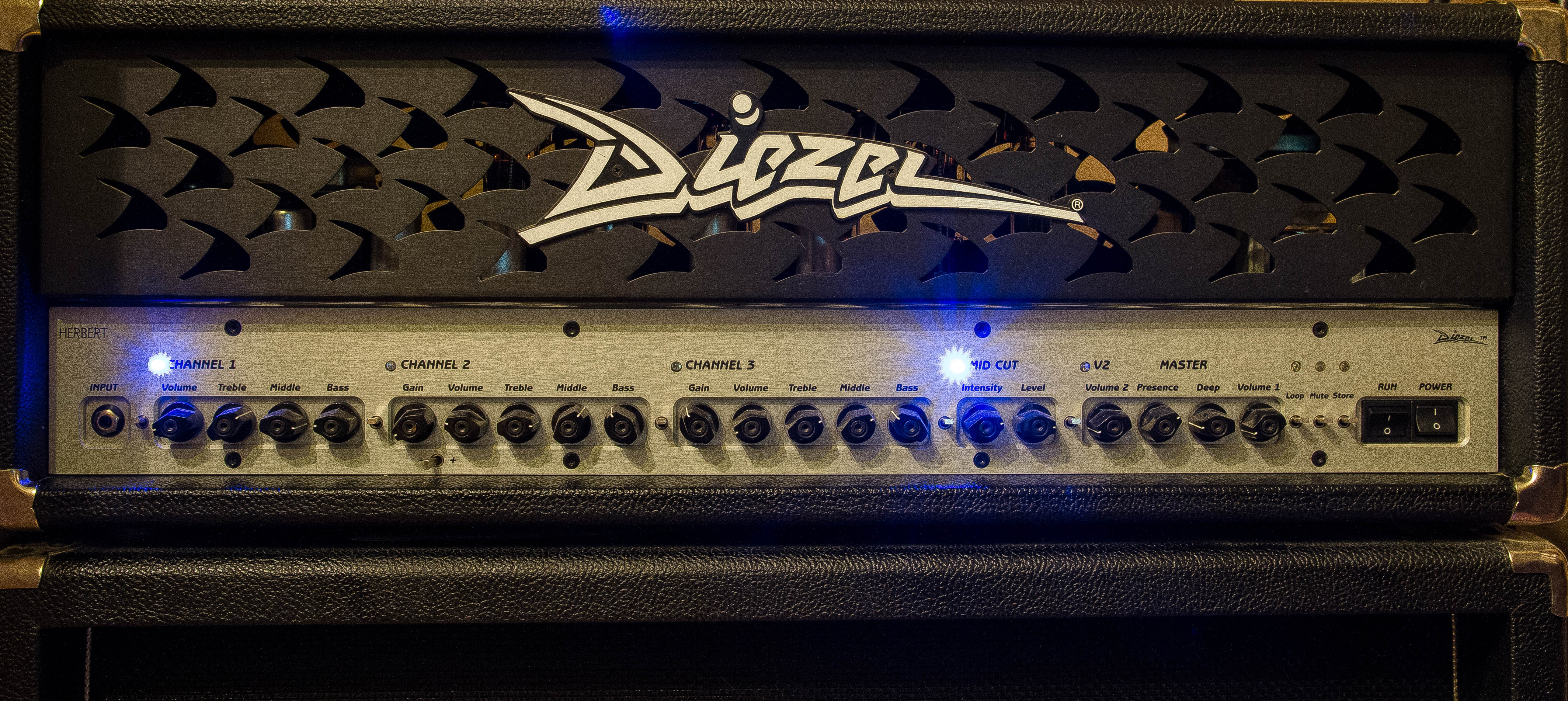
Diezel Herbert MKI

Gründer und Inhaber Peter Diezel war in den 1980er Jahren als Gitarrist in München aktiv. In Ermangelung adäquaten Equipments und mit der Grundlage einer Ausbildung zum Tonmeister und Elektriker begann er, wie viele andere, beispielsweise der später in die USA ausgewanderte bayrische Verstärkerhersteller Reinhold Bogner, Marshall-Verstärker nicht nur umzubauen, sondern erheblich zu erweitern.
Zu dieser Zeit, als viele Gitarristen noch mit kühlschrankgroßen Racks unterwegs waren, implementierte Diezel vier voneinander unabhängige Kanäle im Modell VH4, welches zudem mit Midi ausgestattet und verschiedenen Einschleifwegen versehen war. Mit dem versierten Studiogitarristen Peter Stapfer, der im Gegensatz zu Diezel über kaufmännische Erfahrung verfügte, wurde das Unternehmen Diezel GmbH gegründet. Zur Musikmesse 1994 wurde das Modell VH4 erstmals weltweit vorgestellt. Der Legende nach kam der erste VH4 in die USA zu einem Techniker der Band Guns N’ Roses, die es auf diversen Alben einsetzten. Die Nachfrage stieg und in den folgenden Jahren wurden neben einer Stereoversion (VH4S) die Modelle „Herbert“ (benannt nach Diezels Vater) und „Einstein“ (benannt nach Diezels Hund) entworfen und produziert.

## Heute
Mittlerweile haben die Produkte bei vielen professionellen Musikern aus dem Rock- und Metal-Bereich einen sehr guten Ruf, da Diezel immer wieder innovative Konzepte umsetzt. So war das Modell „Herbert“ mit einer weiteren Neuerung für das Business ausgestattet: einer midi-schaltbaren „Mid-Cut“-Einheit, die aktiv und unabhängig vom gewählten Kanal die Mitten stark absenken kann, so dass der Verstärker sowohl über typische mittige Rocksounds, als auch über typische ultra-harte „scooped“ Sounds verfügt.
Die Verstärkermodelle wurden von der deutschen und US-amerikanischen Fachpresse bewertet und teilweise mit Preisen ausgezeichnet.
Neben den Verstärkern bietet das Unternehmen Lautsprecherboxen in gängigen Größen bis hin zum Fullstack an.
Zu den bekanntesten Benutzern der Verstärker dieser Marke gehören: Matthew Bellamy (Muse), Myles Kennedy (Alter Bridge), Billy Corgan (Smashing Pumpkins), Ian Crichton (Saga), Ian D’Sa (Billy Talent), Richard Fortus (Guns N’ Roses), James Hetfield (Metallica), Adam Jones (Tool), Richie Sambora (Bon Jovi) und Kalle Wallner (RPWL, Blind Ego).